# Podhradní Lhota
Podhradní Lhota är en ort i Tjeckien.   Den ligger i regionen Zlín, i den östra delen av landet, 250 km öster om huvudstaden Prag. Podhradní Lhota ligger 383 meter över havet och antalet invånare är 529.
Terrängen runt Podhradní Lhota är kuperad söderut, men norrut är den platt. Terrängen runt Podhradní Lhota sluttar norrut. Runt Podhradní Lhota är det ganska tätbefolkat, med 75 invånare per kvadratkilometer. Närmaste större samhälle är Vsetín, 17,1 km sydost om Podhradní Lhota. I omgivningarna runt Podhradní Lhota växer i huvudsak blandskog.